# カルビン・フラー
カルビン・サウザー・フラー（Calvin Souther Fuller、1902年5月25日 - 1994年10月28日）は、米国の物理化学者。
AT&Tベル研究所に、1930年から1967年まで37年間勤務した。物理的な課題に対する答えを見出す基礎研究チームの一員であった。
第二次世界大戦中は合成ゴムの開発に貢献し、半導体製造技術であるゾーンメルト法の初期の実験に携わり、拡散トランジスタを生み出すトランジスタ製造法であるガス拡散法を考案したことで知られる。この技術は、高効率の太陽電池を初めて製造した際に、手段として開発したものである。また、ポリマーとその応用についても研究した。

## 生いたち・教育

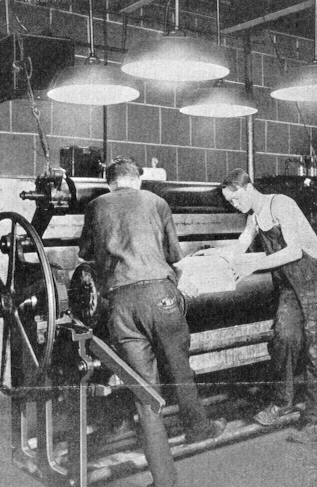
第一次世界大戦後の十代のころ、印刷機で作業をするカルビン・フラー（左）

シカゴでジュリアス・クインシーとベッシー・サウザー・フラーの間に生まれた。シカゴ大学で化学を学び、1926年に学士号を取得、ウィリアム・ドレイパー・ハーキンズと共同で1929年に博士号を取得した。
1920年から1922年までゼネラル・ケミカル社、1924年から1930年までシカゴ・トリビューン社に勤めた。1930年、ニュージャージー州マレーヒルに移り、ベル研究所で物理化学者の職に就いた。1932年9月17日、ウィリミン・ワークスと結婚した。
1942年8月、太平洋戦争で日本軍によって天然ゴムの供給が絶たれたため、フラーは合成ゴムの開発に携わることになった。フラーは、復興金融公社のゴム準備室を代表して、米国内を広く飛び回った。この取り組みには、ベル研究所の科学者W.O.ベーカーやJ.H.ハイスのほか、いくつかの大学や工業研究所が参加した。そして、16ヵ月後には、政府用スチレンゴムの生産を開始することができた。フラーとベーカーは、大規模生産のための化学製造工程を完成させる方法を開発した。1945年には700,000トンの合成ゴムが生産された。

## 太陽電池
フラーは、ベル電話会社の科学者ダリル・チャピン、ジェラルド・ピアソンと共同で、太陽電池の作成に成功した。
この半導体の製造方法は、まずシリコンに不純物が混じっていない純度の高いものにする。次に、ホウ素をシリコンに拡散させる。こうしてできた半導体によって、太陽からエネルギーを集めて電流にする実用的な手段が初めて誕生した。太陽電池の発明により、太陽の力を電気に変換する能力は600％向上した。
研究資金を提供したベル研究所は、新しい太陽電池の試作を発表した。
カルビン・サウザー・フラーの長男であるロバート・W・フラーは、次のようなエピソードを語っている。
「1954年、私は大学の休暇を利用して実家に帰っていた。その夜、父のカルビン・サウザー・フラーが、ワイヤーが突き刺さった四分の一のようなものを持って帰ってきた。これは、テーブルの上に立っている小さな電気風車に接続する装置だった。これがシリコン太陽電池だったのです。そして、風車の羽根が回り始めたのです。懐中電灯の光で風車が回るのは、とてもエキサイティングなことでした。この装置は、誰が見ても25セント硬貨にしか見えないが、実は世界初のシリコン太陽電池だったのです」。
1955年、ジョージア州アメリカスで、ベル・ソーラー電池の最初の公共サービス試験が電話通信システムで始まった。1958年には、米国国防総省が、宇宙空間で車両や人工衛星に自給自足の電力を供給するというこの装置の非常に貴重な用途を実現した。

## 高分子材料（ポリマー）
フラーは、ベル研究所で高分子材料（ポリマー）の基礎研究を行い、高分子の結合がどのように弾性と引張強度を決定するかを研究した。デュポン社のウォーレス・カロザースの研究を発展させ、縮合ポリマーであるポリエステルとポリアミドを研究した。
ベル電話会社は、高周波動作に有効な同軸ケーブルに使用する理想的な電気絶縁体を求めていたが、フラーは、ポリエチレンが極性基を持たないことに気づき、今では一般的なこの絶縁体を使った最初の同軸ケーブルを製造した。

## 私生活
カルビン・フラーはウィルミン・フラーと結婚した。ロバート・W・フラー、スティーブン・フラー、ジョン・フラーという3人の子供と8人の孫がいた。65歳でベル研究所を定年退職し、フロリダ州ベロビーチに移住。引退後はエアストリームを手に入れ、ウィルミンと一緒に米国を広く旅した。1994年、フラーはフロリダ州ベロビーチで92歳で亡くなった。カルヴィンの息子ロバート・フラーが孫のベン・フラーに語った話によると、フラーの趣味は、ニュージャージーの庭で自家製の赤い大きなトマトを育てること、家族や風景の写真を撮ること、家の修理や家の改良を幅広く行えるようになることだったという。